# Provincie Pavia
Pavia (Provincia di Pavia) je italská provincie v oblasti Lombardie. Sousedí na severu s provinciemi Milano a Novara, na východě s provinciemi Lodi a Piacenza a na západě s provinciemi Alessandria a Vercelli.

## Okolní provincie
| Růžice kompasu | Novara      | Milano          | Lodi     | Růžice kompasu |
| Růžice kompasu | Vercelli    | Sever           |          | Růžice kompasu |
| Růžice kompasu | Vercelli    | Provincie Pavia |          | Růžice kompasu |
| Růžice kompasu | Vercelli    | Jih             |          | Růžice kompasu |
| Růžice kompasu | Alessandria |                 | Piacenza | Růžice kompasu |